# Pila a combustibile ad acqua di Stanley Meyer
La pila a combustibile ad acqua fu ideata dallo statunitense Stanley Allen Meyer (Columbus, 24 agosto 1940 - Contea di Franklin, 20 marzo 1998). Meyer sosteneva che un veicolo riadattato con il suo dispositivo sarebbe stato in grado di usare come combustibile acqua al posto della benzina. Le affermazioni di Meyer sulla sua "pila" e sull'automobile da essa spinta sono state dichiarate false da un tribunale in Ohio (USA) nel 1996.

## Descrizione
La pila a combustibile si suppone separi l'acqua nei suoi componenti, idrogeno e ossigeno. L'idrogeno viene quindi bruciato per produrre energia, un processo che tra l'altro ricostituisce molecole d'acqua. Secondo Meyer, il dispositivo richiede un'energia al di sotto dei requisiti previsti dalla scienza convenzionale per compiere l'elettrolisi. Il meccanismo di azione presunto coinvolge il gas di Brown, una miscela di ossidrogeno con un rapporto stechiometrico di 2:1, la stessa composizione dell'acqua liquida. Qualora il dispositivo avesse funzionato avrebbe violato la prima e la seconda legge della termodinamica, configurandosi così come dispositivo per il moto perpetuo.

## Il termine "pila a combustibile"

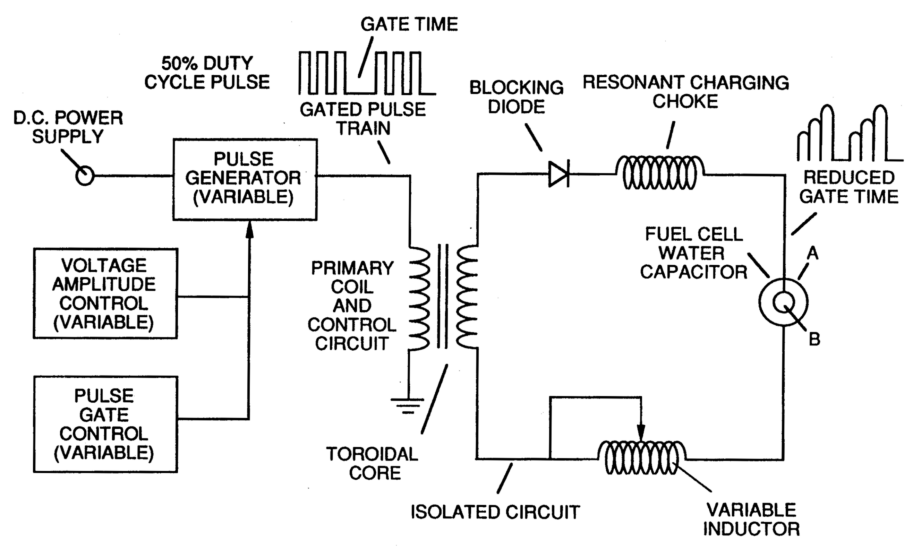
Il circuito

Con i suoi brevetti Meyer usò il termine "pila a combustibile" o "pila a combustibile ad acqua" in riferimento alla sezione del suo dispositivo nella quale per mezzo di elettricità si scindeva l'acqua in idrogeno e ossigeno. L'uso fatto da Meyer del termine è contrario all'usuale significato per la scienza e l'ingegneria, in cui questo tipo di celle è definita convenzionalmente "cella elettrolitica"
.
Inoltre, il termine "pila a combustibile" è di solito usato per celle che producono elettricità per mezzo di una reazione chimica di riduzione

, mentre la cella di Meyer consumava elettricità, come mostrato nei suoi brevetti e nel circuito rappresentato sulla destra.
Meyer descrisse in un brevetto del 1990 l'uso di un "assieme pila a combustibile ad acqua" e inserì alcuni disegni del suo "condensatore per pila a combustibile ad acqua". Secondo questo brevetto, in questo caso "...il termine 'pila a combustibile' è riferito ad un'invenzione che comprende una pila a condensatore ad acqua... che produce il gas combustibile secondo il metodo dell'invenzione."

## Mezzi di informazione

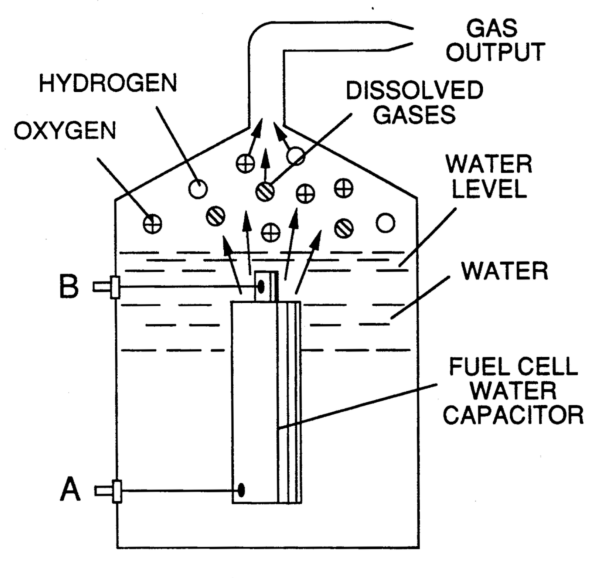
La pila a combustibile ad acqua

In un servizio sulla WSYX (TV dell'Ohio), Meyer esibì una dune buggy che sosteneva fosse spinta dalla sua pila a combustibile ad acqua. Egli stimò un consumo di 83 litri di acqua per coprire la distanza tra Los Angeles e New York (circa 4.500 km). Per di più, Meyer asserì di avere sostituito le candele di accensione con "iniettori" che spruzzavano una miscela di idrogeno e ossigeno nei cilindri. L'acqua era sottoposta a un risonanza elettrica che la dissociava nei suoi componenti di base. La pila a combustibile ad acqua quindi scindeva l'acqua in idrogeno ed ossigeno, i quali sarebbero stati bruciati (producendo vapore acqueo) in un tradizionale motore a combustione interna per produrre energia.
Philip Ball (noto giornalista scientifico), in un suo editoriale su Nature, ha classificato le asserzioni di Meyer come pseudoscienza, rilevando come «non è affatto facile risalire al presunto funzionamento della macchina di Meyer, eccettuato il fatto che coinvolge una pila a combustibile che sarebbe in grado di scindere l'acqua usando meno energia di quella realizzata dalla ricombinazione degli elementi.»
Fino ad oggi, nessuna revisione paritaria sui dispositivi di Meyer risulta pubblicata nella letteratura scientifica. Un articolo sulla rivista Nature descrisse le affermazioni di Meyer come «uno dei tanti miti sull'acqua come combustibile.»

## Il processo
Nel 1996 Meyer fu citato in tribunale da due investitori ai quali aveva offerto l'esclusiva, offrendo loro i diritti di usare la tecnologia della Pila a Combustibile ad Acqua. Il suo veicolo avrebbe dovuto essere esaminato, in qualità di perito, da Micheal Laughton, Professore di Ingegneria Elettrica presso la Queen Mary, University of London e membro dell'Accademia Reale di Ingegneria. Tuttavia, Meyer addusse un rifiuto che  evitò lo svolgimento del test, in quanto la tecnologia era in attesa di brevetto e sotto investigazione dall'ufficio brevetti, dal Dipartimento dell'Energia degli Stati Uniti d'America e dai militari. La sua "pila a combustibile ad acqua" fu poi esaminata da tre periti nominati dal tribunale che rilevarono come «non ci fosse niente di rivoluzionario nella sua pila che usava l'elettrolisi convenzionale». La corte riconobbe Meyer colpevole di "una grossolana frode" e gli ordinò di rimborsare ai suoi investitori la somma di 25.000 dollari.

## La morte di Meyer
Stanley Meyer morì improvvisamente il 20 marzo del 1998, dopo aver cenato in un ristorante. Suo fratello affermò che durante un incontro con due investitori di nazionalità belga in un ristorante, Meyer corse improvvisamente fuori, esclamando "Mi hanno avvelenato". Dopo un'indagine fu riportato dalle autorità che Meyer, che soffriva di ipertensione, era morto di aneurisma cerebrale. I sostenitori di Meyer continuarono ad affermare che egli fu assassinato in modo da sopprimere le sue invenzioni. Philippe Vandemoortele, uno degli investitori belga, ha dichiarato di sostenere finanziariamente Meyer da diversi anni e di considerarlo un amico personale e di non avere la più pallida idea circa la provenienza delle voci.

## Dopo la sua morte
Le sue invenzioni sono ora di dominio pubblico, utilizzabili da tutti senza restrizione o pagamento di royalty. Finora nessun produttore internazionale di motori o veicoli ha incorporato il lavoro di Meyer.